# Tushepaw
Tushepaw, termin koji koriste Lewis & Clark za skupinu indijanaca, koji se možda odnosi na Kutenaje, a locira ih na North fork of Clark r. tijekom proljeća i ljeta, odnosno na Missouriju tijekom zime. Gastschet (navodi ga Hodge) piše da je termin Túshipa, šošonsko ime za plemena koja žive sjeverno od njih, to jest za Kutenaje i Probušene Nosove. Hodge smatra da ovaj naziv označava Indijance Walla Walla i možda druga šahaptinska plemena.
Lewis i Clark u njih svrstavaju plemena Ootlashoot, Micksucksealton i Hohilpo, te kaže da Tushepaw vlastiti imaju populaciju od 430 duša s 35 kuća (1805).